# Real World Studios
Real World Studios son unos estudios de grabación con residencia fundados por el músico Peter Gabriel y situados en Box, Wiltshire, localidad cercana a Bath. Los estudios están estrechamente relacionados con la compañía discográfica Real World Records y con los festivales WOMAD.

## Historia
En 1986, cuando Peter Gabriel terminó el álbum So, decidió que era hora de mudarse de Ashcombe House a una instalación de grabación permanente. Lo más importante para Gabriel era estar cerca del agua. Él, David Stallbaumer y Mike Large miraron varios sitios, en su mayoría antiguos molinos, en el área de Bath. El lugar escogido finalmente tenía el tamaño y el espacio que deseaban, junto a un río, con un entrorno privilegiado, cercano a Bath, a menos de 13 km de distancia, y accesible desde Londres.
Los estudios se encuentran ubicados en un viejo molino de agua de doscientos años de antigüedad, completamente restaurado que fue adquirido por Peter Gabriel en 1987. Al histórico molino se le añadió  un edificio anexo, proyectado por Feilden Clegg Bradley Studios, que aportó al complejo de mayor espacio de estudio y alojamiento.
Real World Studios ha acogido grabaciones de artistas como Loreena McKennitt, Alicia Keys, Van Morrison, Beyoncé, Coldplay, Mumford & Sons, Jay-Z, Kanye West, Paolo Nutini, Robert Plant, The Vamps, Paloma Faith, Rag'n'Bone Man, Tom Jones, New Order, Kasabian, Laura Marling, Pixies, Sia, Marillion o El Último de la Fila.

## Descripción
El estudio principal, de más de 600 m², alberga una consola de mezclas, con equipos externos adicionales que rodean la sala.  Está diseñado para ser un gran espacio de grabación colaborativa, sin tabiques divisorios. También alberga dos cabinas de aislamiento. Junto a la sala principal y dentro del antiguo edificio del molino se encuentra la sala de madera. Esta habitación cuenta con una acústica más animada y una cabina, entreplanta y pantallas acústicas móviles. Las habitaciones se pueden reservar juntas para un espacio de grabación más grande, o de forma independiente para proyectos de menor o menor presupuesto.
El estudio fue posteriormente ampliado con un equipo que permitió regrabar mezclas para producciones cinematográficas y televisivas. En Real World Studios se han desarrollado proyectos como Quantum of Solace, The Golden Compass, Green Zone y The No. 1 Ladies' Detective Agency.